# Liste des personnalités françaises de la Formule 1
Les personnalités françaises de la Formule 1 se retrouvent au sein des pouvoirs sportifs nationaux et internationaux, des organisations de circuit, des industries, des écuries, du sponsoring  et des médias.

## Pouvoirs sportifs et circuits
- Jean-Marie Balestre (1921-2008), journaliste, secrétaire général de la Fédération française du sport automobile (1968-1973), président de la  FFSA (1973-1996)), de la Fédération internationale du sport automobile (1978-1991) et de la    Fédération internationale de l'automobile (1985-1993)[1],[2].
- Morgan Caron, directeur  technique national de la  FFSA de 2008 à 2014[3],[4].
- Nicolas Deschaux, président de la FFSA depuis 2007[5],[6].
- Bernard Lindauer, ingénieur, directeur technique de la FFSA depuis 2013[7], [8].
- Jean Todt, copilote de rallye, président de la Fédération internationale de l'automobile depuis 2009[9],[10],

## Industries
- Roland Bugatti (1922-1977), dernier héritier de la dynastie Bugatti, initiateur de la Type 251 (1956)[11].
- Pierre Dupasquier, directeur de la compétition chez Michelin (1973-2005)[12],[13].
- Pierre-Michel Fauconnier, directeur général de Peugeot Sport (1995-1998)[14].
- Patrick Faure, directeur général, puis PDG de Renault Sport (1986-2006)[15].
- Amédée Gordini (1899-1979), concepteur et constructeur de voitures de sports (Formule 1 de 1950 à 1956)[16].
- François Guiter (1928-2014), directeur de la compétition chez Elf (1967-1997)[17],[18].
- Jean-Michel Jalinier, PDG de Renault Sport F1 (2012-2014)[19].
- Jean-Luc Lagardère (1928-2003), fondateur de Matra Sports [20],[21].
- Anthony Lago (1893-1960), constructeur de voitures de sport (Formule 1 de 1948 à 1950)[22].
- Frédéric Saint-Geours, directeur général adjoint Peugeot[23].
- Jérôme Stoll, directeur général délégué à la performance du Groupe Renault (2013) et président de Renault Sport F1 (2014)[24].

## Écuries

### Les propriétaires
- Didier Calmels (1950-), cofondateur de l’écurie Larrouse-Calmels  (1986 à 1988)[25].
- Henri Julien (1929-2013), fondateur  des Automobiles Gonfaronnaises Sportives (1986-1989)[26],[27].
- Gérard Larrousse, pilote, cofondateur de l’écurie Larrousse-Calmels (1986-1995)[28],[29].
- Guy Ligier (1930-2015), pilote, fondateur de l’écurie Ligier (1976-1996)[30].
- Alain Prost (1955-), pilote, fondateur de l’écurie Prost Grand Prix (1997-2001)[31].
- Cyril de Rouvre (1945-), propriétaire des Automobiles Gonfaronnaises Sportives (1989-1991) et de l’écurie Ligier (1992)[32],[33].

### Le management
- Cyril Abiteboul, directeur de Caterham F1 Team en 2012 et directeur général Renault Sport F1 (2014)[34].
- Loïc Bigois, directeur technique Prost Grand Prix (2000)[35].
- Arnaud Boulanger, directeur de la compétition Renault Sport Technologies (2012)[36].
- Eric Boullier, directeur technique DAMS (2003), Lotus F1 Team (2010) et directeur de compétition McLaren Racing (2014)[37].
- François Castaing, directeur technique Renault Sport (1975)[38].
- Hugues de Chaunac, directeur sportif Automobiles Gonfaronnaises Sportives (1990)[39].
- Denis Chevrier, directeur des opérations Renault Sport (2000)[40].
- André de Cortanze, directeur technique Peugeot Sport (1984-1992), Sauber (1993-1995), Ligier (1996) et Toyota Motorsport (1997-2001)[41].
- Jean-Pascal Dauce, directeur de la compétition Renault Sport Technologies (2009 à 2012)[42].
- Gérard Ducarouge, directeur technique Ligier (1991-1994)[43].
- Bernard Dudot, directeur technique Renault Sport (1980-1997), Prost Grand Prix (1997-1999)[44].
- Gérard Larrousse, directeur sportif Renault Sport (1976-1984) et Ligier (1985-1986).
- Jean Todt, directeur de la Scuderia Ferrari (1993-2009)[45].
- Pascal Vasselon, directeur technique Toyota F1 F1 (2005-2006) et Toyota Motorsport GmbH (2006)[46].
- Frédéric Vasseur, directeur de la compétition de Renault Sport Racing en 2016[47].

### Les ingénieurs
Les ingénieurs français de Formule 1 (aérodynamiciens, concepteurs et développeurs de châssis, concepteurs et développeurs de moteurs, ingénieurs de piste...), formés dans les écoles généralistes dans des écoles spécialisées ou par les écuries elles-mêmes, ont non seulement œuvré en France mais aussi à l'étranger. Certains d’entre eux ont ensuite évolué vers le management d’écurie.

### Les pilotes
Soixante-et-onze pilotes français de Formule 1 se sont engagés dans des manches de championnat du monde, tant au sein d’écuries françaises que d’écuries étrangères. Certains d’entre eux ont fondé leurs propres écuries, D’autres ont rejoint les médias comme consultant pour les Grands Prix de Formule 1.

### Le corps médical
- Pierre Baleydier, ostéopathe[48].

## Les commanditaires
Des dirigeants d'entreprises françaises ont commandité ou ont établi un partenariat avec la Formule 1 : 
- Elf, partenaire de March Engineering en 1970 de Williams F1 Team en 1971, 1988, de 1991 à 1993, en 1995, Tyrrell Racing de 1972 à 1978, en 1992, de Renault Sport de 1977 à 1981 puis de 1989 à 1990, de Ligier en 1979, 1980, 1983 puis de 1990 à 1994, de Team Lotus de 1984 à 1989 et de Benetton Formula en 1994 et 1995 ;
- Gitanes pour Ligier de 1977 à 1994[49] ;
- Loto pour Ligier de 1984 à 1994 ;
- Antar pour Ligier en 1984, 1985, 1987 et 1989 ;
- Total pour Jordan Grand Prix en 1997, Prost Grand Prix en 1998, ultérieurement avec les moteurs Peugeot Sport et Renault Sport ;
- Gauloises pour Larrousse et Prost de 1997 à  1999[49].

D'autres dirigeants d'entreprises françaises, dont Alcatel, Bull, Bouygues, Canal+, Essilor, Europcar ou Solocal, ont pratiqué le sponsoring, ainsi que des élus de l'administration territoriale comme le Conseil général de la Seine-Maritime.

## Médias
- Éric Bayle (1963-), journaliste La Cinq, Canal+ et Sport+.
- Denis Brogniart  (1967-), journaliste et présentateur Eurosport et TF1.
- Gérard Crombac (1929-2005), journaliste Sport Auto, F1i Magazine et TMC[51].
- Alexandre Delpérier (1967-), journaliste RMC, Europe 1, Direct 8, C8, TV Magazine.
- Julien Fébreau (1982-), journaliste RMC, BFM TV, Europe 1, L'Équipe et Canal+.
- Lionel Froissart (1958-), journaliste Libération, TV Sport, Canal+ Horizons, TMC et Sport+.
- Bernard Giroux (1950-1987), journaliste TF1.
- Jacques Laffite (1943-), consultant TF1 et Eurosport.
- Margot Laffite (1980-), présentatrice Eurosport et Canal+.
- Christophe Malbranque (1975-), journaliste TF1 et Eurosport.
- Jean-Louis Moncet (1945-), journaliste Sport Auto, La Cinq, TF1, Eurosport, Canal+ et Auto plus.
- Franck Montagny (1978-), consultant TMC, TF1, TF6, Eurosport et Canal+.
- Alain Prost (1955-), consultant La Cinq, TF1, Europe 1 et Canal+.
- Johnny Rives (1936-), journaliste L'Équipe, TV Sport, TF1, TMC et TF6.
- José Rosinski (1936-2011), journaliste Sport Auto, TF1 et TMC.
- Jean-Luc Roy (1953-), journaliste La Cinq, Eurosport, Kiosque, RMC et BFM TV.
- Patrick Tambay (1949-), consultant Canal+, La Cinq, Kiosque, RMC et BFM TV.
- Pierre Van Vliet (1955-), journaliste TF1, F1i Magazine et Canal+.
- Thierry Gilardi (1958-2008), journaliste Canal+.